# Malser Haide

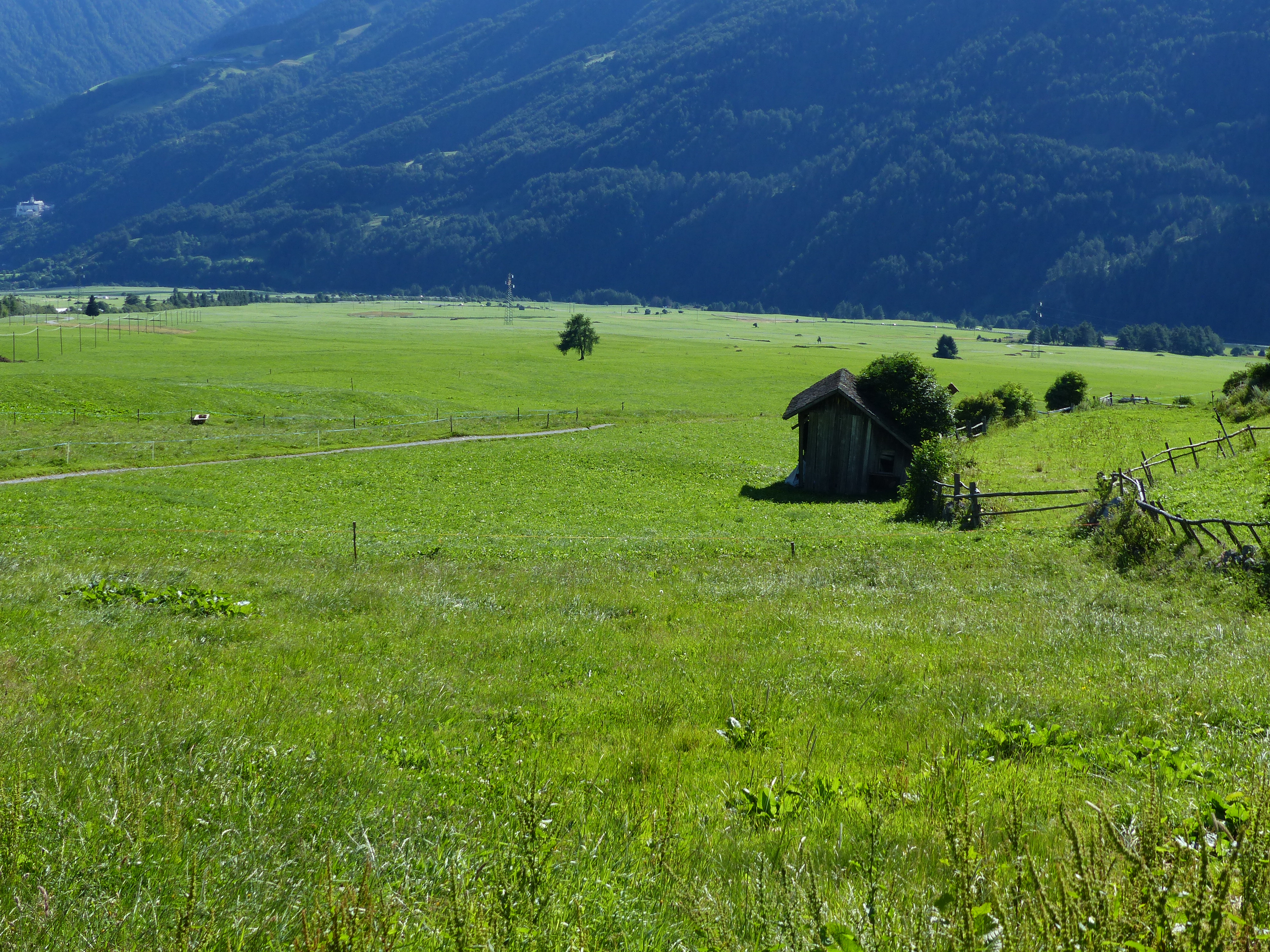
Malser Haide (von Plawenn)

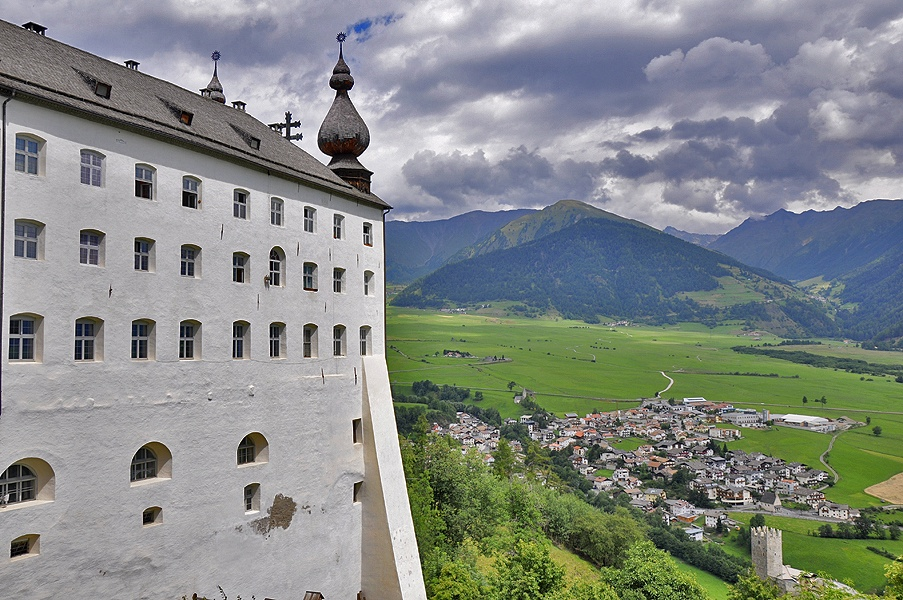
Blick auf die Malser Haide von der Abtei Marienberg

Die Malser Haide (ugs. auch Malser Hoad oder d' Hoad genannt) ist ein durch Sedimentablagerungen des Plawenner Bachs entstandener Schwemmkegel im Vinschgau, also im oberen Etschtal in Südtirol. Sie umfasst eine Fläche von etwa 13,25 km² im Vinschger Oberland und reicht von Glurns über Laatsch, Schleis, Mals, Burgeis, Ulten-Alsack bis Plawenn. Die Malser Haide gilt als der größte Schwemmkegel der Alpen. Der Höhenunterschied verläuft von 900 m (Glurns) bis auf 1760 m (Plawenner Alm). Das Gebiet wird auf Grund seines fruchtbaren Bodens vorwiegend landwirtschaftlich genutzt. Die große Menge von Lockermaterial lässt sich vermutlich dadurch erklären, dass im Oberlauf des Plawenner Bachs sehr brüchiges Gestein in ungünstiger Lagerung ansteht, so dass sich das Gewässer nach der Eiszeit sehr schnell rückwärts fraß, während der Bach aufgrund des kleinen, nur aus dem kurzen Plawenntal bestehenden Einzugsgebiets und damit kleiner Transportleistung die gewaltigen Schuttmengen nicht weit abtransportieren konnte.
Auf der Malser Haide hat sich mit den sogenannten Waalen ein altes Bewässerungssystem erhalten, das genossenschaftlich geführt und bedient wird. Faunistisch sind die Wiesenbrüter hervorzuheben, die in ihrem Bestand gefährdet sind.